# Enghien
Enghien (neerlandês: Edingen) é uma cidade e um município da Bélgica localizado no distrito de Soignies, província de Hainaut, região da Valônia.
Pertence à rede das Cidades Cittaslow.